# Kazimierz Banach
Kazimierz Banach, ps. „Kamil”, „Jan Rosnowicz” (ur. 4 marca 1904 w Korytkowie, zm. 29 sierpnia 1985 w Warszawie) – polski działacz ludowy, pedagog i publicysta. Poseł do Krajowej Rady Narodowej, na Sejm Ustawodawczy oraz Sejm PRL I, II, III, IV i V kadencji, w latach 1957–1972 członek Rady Państwa.

## Życiorys
Urodził się w rodzinie robotniczej jako syn Adama i Marii. Zdobywanie wykształcenia rozpoczął od szkoły powszechnej w Dębnie. W 1920 w czasie wojny polsko-radzieckiej zgłosił się na ochotnika do wojska, służąc kilka miesięcy na froncie. Następnie kontynuował naukę w gimnazjum w Sandomierzu, które ukończył w 1923. W 1932 ukończył Wolną Wszechnicę Polską.
Od 1922 był członkiem Polskiego Stronnictwa Ludowego „Wyzwolenie”, z którym w 1931 przystąpił do Stronnictwa Ludowego. Przed II wojną światową działał w ruchu młodzieży wiejskiej oraz w oświacie i kulturze wiejskiej. W latach 1929–1930 prezes Akademickiego Związku Młodzieży Wiejskiej, w latach 1931–1932 prezes Zarządu Głównego Związku Młodzieży Wiejskiej RP „Wici”, redaktor naczelny „Młodej Myśli Ludowej”; w latach 1935–1939 prezes wołyńskiego ZMW i kierownik Uniwersytetu Ludowego w Różynie na Wołyniu. W latach 1938–1939 sekretarz Zarządu Towarzystwa Uniwersytetów Ludowych. Podczas okupacji działał w konspiracji. W 1939 współorganizował Stronnictwo Ludowe „Roch”, w którym później działał. W latach 1940–1944 był szefem sztabu Komendy Głównej Batalionów Chłopskich oraz szefem wydziału informacji i propagandy Komendy Głównej BCh. Redaktor konspiracyjnego pisma „Ku Zwycięstwu” i uczestnik powstania warszawskiego. Od 1942 do lutego 1944 był delegatem Okręgowej Delegatury Rządu Wołyń.
W latach 1945–1949 działacz Polskiego Stronnictwa Ludowego (został wykluczony na krótko w kwietniu 1947, gdyż według prezesa partii Stanisława Mikołajczyka, pełniąc funkcję redaktora naczelnego organu PSL „Gazety Ludowej”, był jednocześnie agentem komunistycznym i prowadził działania na szkodę ugrupowania). Od 1949 należał do Zjednoczonego Stronnictwa Ludowego. Był członkiem władz partyjnych – w latach 1945–1946 członek Naczelnego Komitetu Wykonawczego PSL, w latach 1946–1947 i 1947–1949 (w międzyczasie półroczna przerwa) członek Rady Naczelnej PSL, w latach 1947–1949 członek Naczelnego Komitetu Wykonawczego PSL, w latach 1949–1973 członek Naczelnego Komitetu Wykonawczego ZSL (w 1956 zrezygnowano z członu „Wykonawczy”), w latach 1949–1971 (z przerwą od marca do października 1956) członek prezydium NKW (NK) ZSL. Poza członkostwem w naczelnych organach partyjnych sprawował funkcje – w latach 1945–1946 kierownika Wydziału Prasy i Propagandy NKW PSL, w 1947 sekretarza Centralnego Komitetu Lewicy PSL, w latach 1947–1949 sekretarza naczelnego NKW PSL, w latach 1949–1950 i 1957–1969 sekretarza NKW (NK) ZSL, a w latach 1969–1971 wiceprezesa NK ZSL.
W latach 1945–1947 prezes Spółdzielni Wydawniczej „Chłopski Świat”, w latach 1946–1948 współredaktor pisma „Chłopi i Państwo”. W latach 1954–1957 redaktor naczelny Ludowej Spółdzielni Wydawniczej, w latach 1957–1971 przewodniczący Rady LSW. Autor licznych artykułów oraz książek: Konkurs dobrego czytania książki i Z dziejów Batalionów Chłopskich. W latach 1951–1954 wiceprezes Zarządu Centralnej Rady Spółdzielczej „Samopomoc Chłopska”. W 1956 objął funkcję wiceprezesa Zarządu Głównego Związku Bojowników o Wolność i Demokrację. W 1958 został członkiem Ogólnopolskiego Komitetu Frontu Jedności Narodu oraz członkiem Zarządu Głównego Towarzystwa Przyjaźni Polsko-Chińskiej.
W latach 1945–1972 posłem kolejno do Krajowej Rady Narodowej, na Sejm Ustawodawczy oraz na Sejm PRL I, II, III, IV i V kadencji. W latach 1957–1972 jednocześnie był członkiem Rady Państwa.
Pochowany z honorami 3 września 1985 na Cmentarzu Wojskowym na Powązkach (kwatera C39-5-8). W pogrzebie udział wzięli m.in.: prezes Naczelnego Komitetu ZSL Roman Malinowski oraz zastępcy przewodniczącego Rady Państwa prof. Kazimierz Secomski i prof. Bolesław Strużek.

## Życie prywatne
Syn Adama i Marii, mąż Janiny z domu Wójcickiej. Jego bratem był Teofil Banach (1906–1941), także nauczyciel, zamordowany w Auschwitz, od 1964 patron szkoły podstawowej w Siennie.

## Ordery i odznaczenia
- Order Sztandaru Pracy I klasy (1959)[10]
- Krzyż Komandorski Orderu Odrodzenia Polski (1955)[11][12]
- Krzyż Komandorski z Gwiazdą Orderu odrodzenia Polski (1964)[13]
- Order Krzyża Grunwaldu II klasy (28 sierpnia 1959)[14][12]
- Krzyż Partyzancki[12]
- Złoty Krzyż Zasługi z Mieczami[4]
- Medal „Za waszą wolność i naszą”[15]
- Medal 10-lecia Polski Ludowej (1955)[16]
- Brązowy Medal „Za zasługi dla obronności kraju” (1967)[17]
- Odznaka 1000-lecia Państwa Polskiego (1966)[18]
- Odznaka „Zasłużony Działacz Ruchu Spółdzielczego” (1959)[19]
- Medal „100-lecia sportu polskiego” (1968)[20]
- Medal jubileuszowy „Dwudziestolecia zwycięstwa w Wielkiej Wojnie Ojczyźnianej 1941–1945” (ZSRR, 1965)[21]
- Pamiątkowy Medal z okazji 40. rocznicy powstania Krajowej Rady Narodowej (1983)[22]